# Dan Jurgens

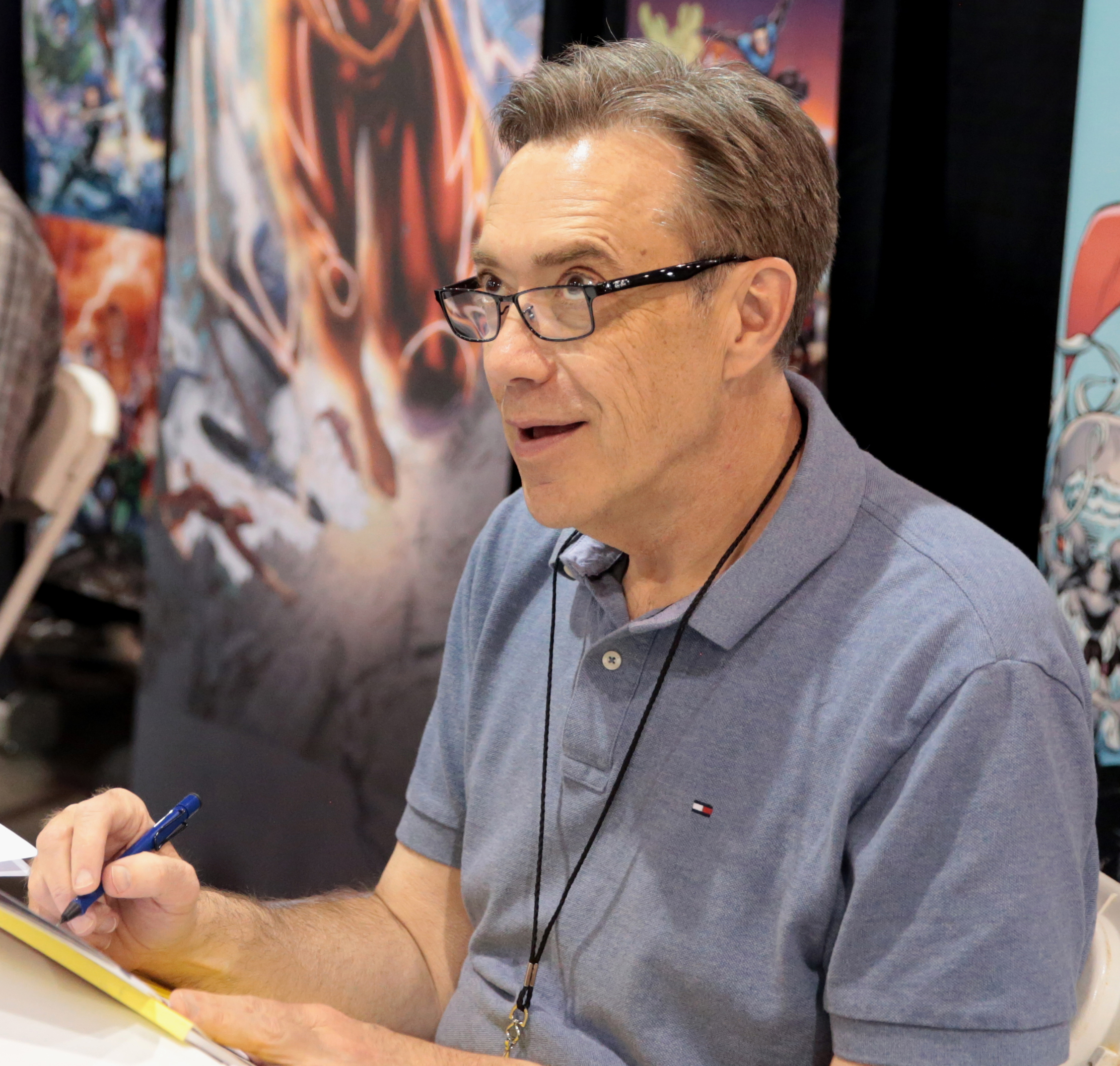
Dan Jurgens (auf der Phoenix Comicon 2017)

Dan Jurgens (* 27. Juni 1959 in Ortonville, Minnesota) ist ein US-amerikanischer Comicautor und -zeichner. Jurgens wurde insbesondere bekannt als treibende Kraft und Hauptgestalter der 1993 innerhalb der Comicserien zu Superman veröffentlichten Geschichte The Death of Superman, die den Tod Supermans beschreibt und Jurgens als „dem Mann, der Superman tötete“ internationale Bekanntheit verschaffte. Das von Jurgens verfasste und gezeichnete Comicheft US-Superman #75 vom Januar 1993 gilt mit mehr als zehn Millionen verkauften Exemplaren als das meistverkaufte Comicheft überhaupt und machte Jurgens aufgrund seiner Tantieme an dieser Ausgabe und der Adaption des Stoffes in Romanen, Filmen und Ähnlichem zu einem der reichsten bildenden Künstler im Bereich der amerikanischen Popkultur.
Weitere Aufmerksamkeit erlangte Jurgens durch seinen Science-Fiction-Comic Booster Gold und die von ihm maßgeblich gestaltete Hintergrundgeschichte zu der Computer- und Videospielserie Tomb Raider.

## Leben

### Jugend und Ausbildung
In seiner Jugend arbeitete Jurgens im Haushaltswarenladen seines Vaters. Danach jobbte er für einige Jahre als Diskjockey. Während der High-School-Zeit begann Jurgens sich künstlerisch zu betätigen und knüpfte Kontakte zu Künstlern wie Walt Simonson. Nachdem er an der Kunsthochschule ein Diplom erworben hatte, arbeitete Jurgens zunächst als Graphikdesigner.

### Beginn der Karriere
Jurgens Karriere als professioneller Zeichner begann 1983, als ihm der Autor Mike Grell ein Engagement als Autor und Zeichner der Abenteuer-Comicreihe Warlord vermittelte, die zuvor von Grell selbst betreut wurde. Grell war 1982 bei einer Signierstunde in einem Buchladen in Minneapolis auf Jurgens aufmerksam geworden, als dieser ihm sein Portfolio zeigte. Die Serie Warlord handelt von einem amerikanischen Kampfpiloten, der bei einem Flug über der Arktis durch ein Raumportal in ein vergessenes Land verschlagen wird. Dort leben Drachen, Ritter, Zauberer, Saurier und andere Kreaturen und Wesen der Fantasy-Literatur. Jurgens gestaltete die Serie von der Nummer #63 bis zu ihrer Einstellung mit #133 (1988).
1986 schuf Jurgens den Comichelden Booster Gold, einen gescheiterten Footballstar aus dem 25. Jahrhundert, der nach seiner missglückten Karriere, hervorgerufen durch einen Wettskandal, mit einer Zeitmaschine in die 1980er Jahre reist, um dort als selbsternannter Superheld zu Ruhm, Ehre und vor allem an viel Geld zu gelangen. Die gleichnamige Serie schrieb und zeichnete er bis zu ihrer Einstellung mit Ausgabe #25 (1988). Zur selben Zeit schuf er eine moderne Version von Flash Gordon für die er acht Ausgaben betreute.

### The Man Who Killed Superman
1987 wurde Jurgens erstmals engagiert, um für die Serien um den Helden Superman zu zeichnen, namentlich gestaltete er das Annual der Reihe Adventures of Superman. 1989 wurde er schließlich als Stammautor und -zeichner für die Reihe Adventures of Superman (beginnend mit Ausgabe #452) angestellt, die er bis 1991 gemeinsam mit dem Tuschezeichner Art Thibert betreute. 1991 übernahm er die Hauptreihe Superman, die er bis 1995 schrieb und zeichnete. Ab 1995 wurde die Reihe von Ron Frenz gezeichnet, während Jurgens sie nur noch schrieb. Als Tuschezeichner arbeiteten in diesen Jahren Brett Breeding und Joe Rubinstein.
Während seiner Jahre als Superman-Zeichner erdachte Jurgens zahlreiche neue Nebenfiguren, deren optisches Design er mitunter auch entwickelte. So schuf er etwa die Schurken Hank Henshaw alias Killer-Cyborg und Arclight, den Helden Agent Liberty und insbesondere das Monster Doomsday. Letzteres wurde bekannt als „Superman-Killer“, als es im Zuge einer kurz als Doomsday (auch The Death of Superman) betitelten Geschichte den Titelhelden der Supermanserien im Zweikampf tötete. Dieses Ereignis rief in den US-amerikanischen und internationalen Medien einen bedeutenden Widerhall hervor.

### Zeit seit 1995
Trotz des mitunter negativen Rummels um seine Person avancierte Jurgens infolge des „Tod von Superman“-Events zu einem der meistbeachteten amerikanischen Comickünstler überhaupt und erhielt Gelegenheit, zahlreiche bekannte und prestigeträchtige Reihen für verschiedene Verlage zu gestalten. So schrieb und zeichnete Jurgens unter anderem für die Reihen Aquaman, Justice League, Metal Men, Teen Titans (alle DC Comics), Captain America, Thor (beide Marvel Comics) und Aliens (Dark Horse Comics). 1995 betreute er das Großprojekt DC vs. Marvel, eine vierteilige von beiden Verlagen gemeinschaftlich herausgegebene Miniserie. 1996 gestaltete er Supermans Hochzeit mit seiner ewigen Liebe Lois Lane. 1999 beendete er seine Arbeit an der Superman-Reihe mit der Ausgabe #150. Sein Nachfolger als Autor wurde der Drehbuchschreiber Jeph Loeb, bekannt für Filme wie Drei Männer und ein Baby oder Teen Wolf.
Von 1999 bis 2001 verfasste Jurgens für das Image-Studio Top Cow Productions 21 Ausgaben der Serie Tomb Raider: The Series, die die Hintergrundgeschichte der Computerspielheldin Lara Croft beleuchten. Seither hat er u. a. an Reihen wie Captain America und Hulk (als Inker, beide Marvel) sowie Nightwing und Firestorm (beide DC) gearbeitet. 2007 wurde angekündigt, dass Jurgens ab 2008 gemeinsam mit Geoff Johns eine Neuauflage der von ihm in den 1980ern gestalteten Reihe Booster Gold betreuen sollte. Mit einer Unterbrechung arbeitete er bis 2011 an der Serie.
Jurgens war ab 2011 am Neustart des DC-Universums (The New 52) beteiligt, u. a. bei Green Arrow und Justice League International.
Mit DC Rebirth (2016), der Wiedergeburt des DC-Universums vor The New 52, übernahm Jurgens die Serie Action Comics, die zur ursprünglichen Nummerierung zurückkehrte und mit der Nummer #957 fortsetzte.

## Privates
Jurgens lebt mit seiner Frau Ann Jurgens und seinen Kindern Quinn und Seth in Edina, Minnesota.

## Künstlerischer Stil
Als künstlerische Vorbilder beruft Jurgens sich auf Zeichner wie Neal Adams, John Buscema, Jack Kirby, Mike Grell, Dave Cockrum, John Byrne, Mike Mignola, Jim Starlin, Chris Bachalo und George Pérez.

## Bibliographie

### Dark Horse Comics
- Superman vs. Aliens (1995)

### DC Comics
- Adventures of Superman
- Armageddon 2001 #1 und 2
- Armageddon 2001 (1991)
- Batman
- Batman: Shadow of the Bat #6
- Booster Gold
- Firestorm
- Infinite Crisis: Secret Files and Origins 2006
- Justice League America (2. Serie)
- Metal Men
- Nightwing
- Sun Devils
- Superman
- Superman/Doomsday: Hunter/Prey #1–3 (1994)
- Superman: The Doomsday Wars # 1–3 (1998)
- Superman: Day of Doom (2002)
- Tales of the Legions of Superheroes
- Teen Titans (2. Serie) #1–24
- Warlord
- Zero Hour #4-0 (1994)

### Marvel Comics
- Captain America (3. Serie) #25–50 (Autor), #33–50 (Zeichner)
- Daredevil
- Hulk
- Thor (2. Serie) #1–79 (Autor); Annual 1999; Annual 2000